# جهاد تامر
جهاد تامر (انگلیسی: Cihat Tamer؛ زادهٔ ۲۶ فوریهٔ ۱۹۴۳) بازیگر، و بازیگر سینما اهل ترکیه است.